# De Post van den Neder-Rhijn
De Post van den Neder-Rhijn was een patriottisch tijdschrift van 1781 tot 1787, in de nadagen van de Republiek der Zeven Verenigde Nederlanden. Het was een van de eerste opinieweekbladen van Nederland en werd geredigeerd door Pieter ’t Hoen.
Met het verschijnen van De Post van den Neder-Rhijn in januari 1781 werd in de Nederlanden de periodieke politieke opiniepers geboren.
Op 22 april 1786 vond er een openbare verbranding plaats van een editie van de Post van de Neder-Rhijn waarin kritische uitlatingen stonden over de vrijlating van korporaal Douglas die van moord beschuldigd was. De boekverbranding door tegenstanders van het tijdschrift vond plaats op het schavot voor het stadhuis in Arnhem onder het oog van een toegelopen menigte.
Na de Pruisische inval van september 1787 en de Oranjerestauratie trachtte het blad aanvankelijk zoete broodjes te bakken door de stadhouders terugkomst te verwelkomen, maar kort daarna stopte de publicatie en vluchtte 't Hoen naar het buitenland (waarschijnlijk Frankrijk of de Zuidelijke Nederlanden). In maart 1795, na de succesvolle Franse veldtocht in de Nederlanden en de uitroeping van de Bataafse Republiek, kwam hij terug en hervatte de uitgave van wat nu heette De nieuwe post van den Neder-Rhyn tot december 1799. Een aparte redactie zonder 't Hoen publiceerde in 1797 en 1798 nog enkele nummers onder de oude naam.

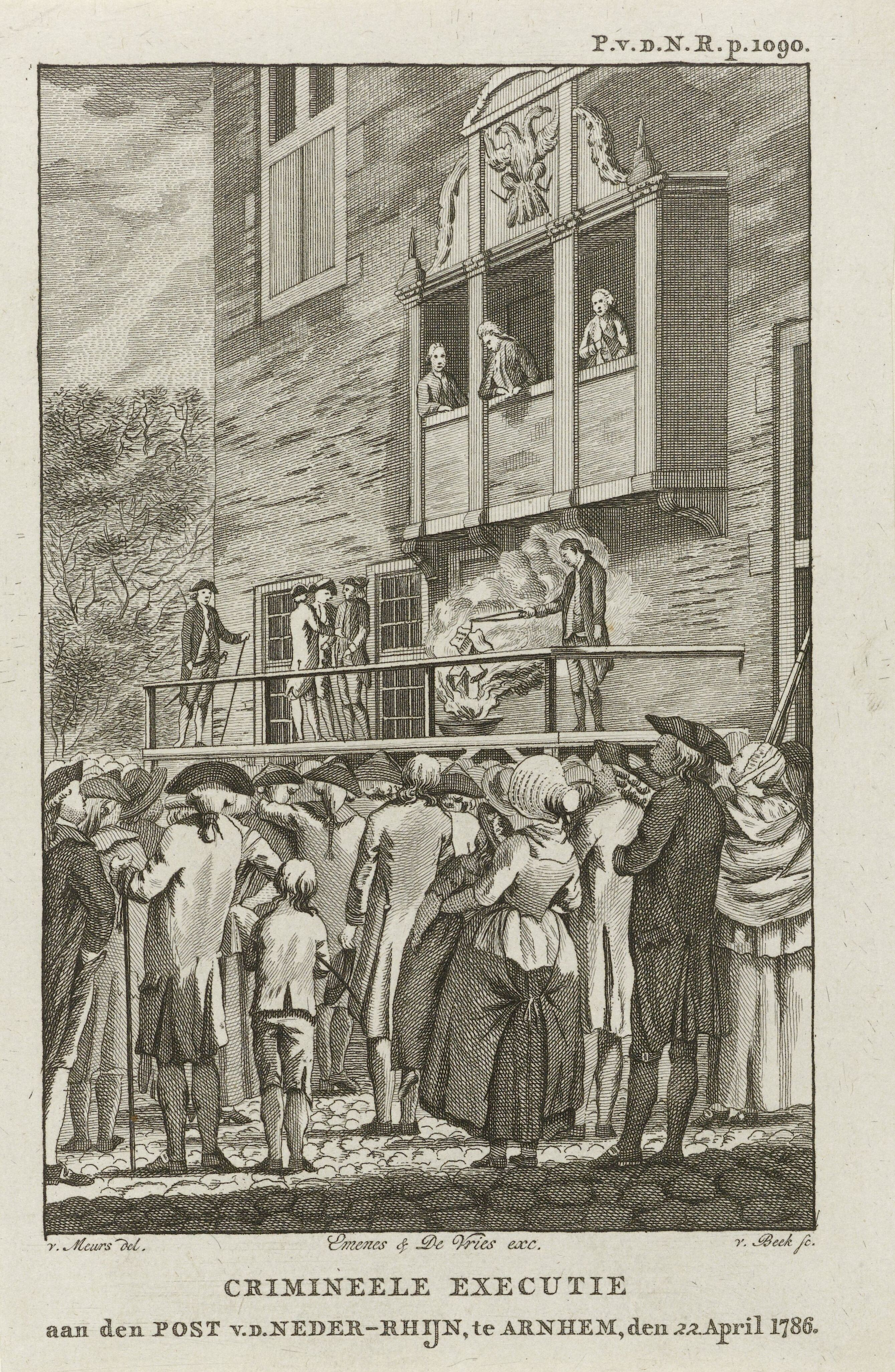
Verbranding van het tijdschrift te Arnhem, 1786